# Syn prezydenta
Syn prezydenta – amerykańska komedia slapstickowa z 1996 roku w reżyserii Davida M. Evansa.
Zdjęcia do filmu kręcono głównie w Richmond w stanie Wirginia.

## Fabuła
Sam Simms (Sinbad), agent Tajnych Służb Stanów Zjednoczonych, został wyznaczony przez swojego przełożonego Wilkesa (Robert Guillaume) do ochrony zbuntowanego 13-letniego syna prezydenta Stanów Zjednoczonych Paula Davenporta (James Naughton), Luke'a (Brock Pierce), po tym jak zachowanie Luke'a spowodowało, że inny agent Woods (Timothy Busfield) ma zostać zastąpiony za znęcanie się nad Lukiem przed kamerami mediów. Simms uważa to zadanie za niepożądane, ale możliwą odskocznię do ochrony prezydenta. Początki relacji z chłopcem nie należą do najłatwiejszych.
Po pobiciu Luke'a przez szkolnego łobuza Roba (Zachery Ty Bryan), rodzice karzą Luke'a za bójkę, mimo że jej nie zaczął. Z powodu reelekcji nie mogą ryzykować, że Luke wyjdzie poza miejsce publiczne przez miesiąc, podczas gdy jego rodzice są na tropie kampanii. Simms współczuje mu, gdyż jako nastolatek też czuł się samotny, gdyż stracił ojca w wojnie wietnamskiej, a matka pracowała na 2-3 etatach, aby go wesprzeć finansowo, i od tej pory zostają przyjaciółmi. Simms, jako były bokser, zgadza się uczyć Luke'a walki, mimo niechęci jego rodziców.
Tymczasem Luke cierpi z powodu zaproszenia najsłodszej dziewczyny, Katie (Erin Williby), na szkolną potańcówkę, co w końcu udaje mu się z pomocą Simmsa. Jednak podczas gdy Simms i Luke ćwiczą niektóre ruchy do tańca, szef ochrony Morton (Art LaFleur) informuje ich, że nie mogą iść na tańce z powodu awaryjnego zamknięcia z powodu torby podróżnej pozostawionej bez opieki na chodniku na zewnątrz główne wejście badane przez oddział bombowy. Simms, łamiąc zasady, zabiera Luke'a na tańce. Tam Rob ponownie próbuje zaatakować Luke'a, podczas gdy Simms jest rozproszony, ale tym razem Luke go pokonuje.
Następnie agenci Tajnych Służb przerywają szkolny taniec i odzyskują Luke'a. Simms zostaje zwolniony i nie może rozmawiać z Lukiem, który jest załamany, myśląc, że ten go „opuścił”. Luke, przebywający w areszcie domowym i wyposażony w urządzenie naprowadzające, otrzymuje od internetowego przyjaciela Mongoose12 porady dotyczące ucieczki z Białego Domu i spotkania się z Simmsem w lokalnym centrum handlowym. Luke zgadza się, ale okazuje się, że Mongoose12 był w rzeczywistości byłym agentem Woodsem, który go uprowadza. Kiedy Luke znika, Simms otrzymuje kolejną szansę, by go chronić. Z pomocą swojego przyjaciela Harolda (paraplegika, właściciela sklepu szpiegowskiego), szybko znajduje Luke'a w centrum handlowym.
W patowej sytuacji Woods mówi, że pierwotnie planował zwrócić Luke'a ojcu, w celu zostania bohaterem i odzyskania pracy, ale potem planuje zabić chłopca, obwiniając go o utratę pracy, a nawet jego matkę (Lisa Eichhorn). Woods próbuje zastrzelić Simmsa, jednak chowa się za osłoną, a kiedy Woodsowi kończą się kule, Simms pokonuje go prawym ciosem podbródkowym. Gdy przybywają inni agenci, Woods próbuje zastrzelić Luke'a z zapasowego rewolweru, jednak Simms skacze przed Luke'a, powodując, że bierze zamierzoną kulę w ramię. Woods zostaje również zastrzelony, obezwładniony oraz aresztowany przez innych przybywających agentów Tajnych Służb za porwanie, napaść i usiłowanie zabójstwa.
Simms otrzymuje propozycję pełnienia funkcji prezydenckiej, której odmawia, w celu pozostania z Lukiem na pełny etat, dzięki czemu może też spędzać więcej czasu z nauczycielką biologii Luke'a, z którym nawiązuje romans.

## Obsada
- Sinbad − Sam Simms
- Brock Pierce − Luke Davenport
- James Naughton − Prezydent Paul Davenport
- Timothy Busfield − Agent Woods
- Art LaFleur − Morton
- Robert Guillaume − Wilkes
- Lisa Eichhorn − Pierwsza Dama Linda Davenport
- Blake Boyd − Dash
- Erin Williby − Katie Warren
- Zachery Ty Bryan − Rob MacArthur
- Bill Cobbs − Speet
- Tomas Arana − Harold
- Sonny Bono − On sam
- Sean "Oleus" Sullivan − Dziecko w pościgu po centrum handlowym
- Bill Clinton − On sam
- Jonathan Cabot Wade − Uczeń

Film był ostatnim z udziałem Sonny'ego Bono przed jego śmiercią 5 stycznia 1998 roku, który w chwili premiery filmu był członkiem Izby Reprezentantów Stanów Zjednoczonych ze stanu Kalifornia (44. okręg). Wciela się on w rolę kongresmena przebywającego z wizytą do prezydenta Paula Davenporta. Sam Simms wpada na niego (dosłownie) przed Gabinetem Owalnym i łasi się do niego.

## Oceny
Kiedy film został oceniony przez BBFC do wydania wideo, odcięto 1 minutę i 31 sekund z powodu ataku zakładników w centrum handlowym. W tamtym czasie BBFC, że to nagły atak przemocy był zbyt intensywny, aby uzyskać certyfikat „PG”. W 2002 roku zrezygnowano ze wszystkich cięć w celu uzyskania oceny „PG”.

## Recenzja

### Przychody
Film zajął 3. miejsce w liczbie sprzedaży biletów w kinach (8 400 000 dolarów na 1878 ekranach), tuż za Krukiem 2: Miastem Aniołów oraz Tin Cup.

### Krytyka
Portal Rotten Tomatoes, na podstawie recenzji 15 krytyków filmowych, wystawił filmowi ocenę 20%. Portal Metacritic, na podstawie recenzji 15 krytyków filmowych, wystawił filmowi ocenę 48%, co wskazuje na „mieszane lub średnie recenzje”. Natomiast publiczność ankietowana przez firmę zajmującą się badaniem rynku, CinemaScore, przyznała filmowi ocenę „B” w skali od A do F.